# 54th/Cermak (métro de Chicago)
54th/Cermak (anciennement Cicero-Berwyn jusqu'en 1990) est le terminus de la ligne rose du métro de Chicago. Elle se situe au croisement de Cermak Road, de 54th Avenue et de Laramie Avenue à Cicero, une ville de la banlieue ouest de Chicago.

## Description
Établie en surface, la station 54th/Cermak est le terminus de la ligne rose du métro de Chicago, elle est suivie par la station Cicero, en direction du Loop.
La station 54e Avenue est mise en service le 1er août 1912 par la Metropolitan West Side Elevated lors de la mise en service d'un prolongement de la Douglas Branch. Elle dispose d'un petit bâtiment en bois situé entre les voies, dans le prolongement d'un quai central. C'est alors une station de passage, petit arrêt de quartier qui dessert une zone industrielle.
Elle fut reconstruite le 25 mai 1952 légèrement plus à l'est afin que la Chicago Transit Authority (CTA) puisse bénéficier d'un espace plus large pour se servir de la station comme dépôt également pour 100 rames du parc. 
Elle fut reconstruite une deuxième fois en 2002 en la laissant toujours à la surface du sol mais en agrandissant le hall de la station et en la rendant accessible aux personnes à mobilité réduite sur l'emplacement de l'ancien quai central et en déplaçant les voies vers le nord. Durant sa reconstruction le service de passagers fut assuré grâce à la réouverture de l'ancienne station Laramie.
Jusqu'en 2008 les rames de la ligne bleue roulaient en alternance vers 54th/Cermak et vers Forest Park depuis O'Hare avant que la Chicago Transit Authority ne maintienne définitivement la ligne rose en activité sur ce tronçon.

## Caractéristiques
La station est aujourd'hui composée d'un quai sur la voie sud afin de
permettre le débarquement et l'embarquement des passagers, les rames
faisant demi-tour derrière la station afin de repartir sur la voie nord
en direction du Loop. Une station de bus est adossée à
la station et permet un transfert direct entre le métro et le bus.

## Dessertes
| Nord/Ouest            |  |                     |  | Sud/Est                                |
| --------------------- |  | ------------------- |  | -------------------------------------- |
|                       |  | ligne rose terminus |  | Cicero vers 54th/Cermak via Clark/Lake |
| modifier sur Wikidata |  |                     |  |                                        |

## Correspondances
Avec les bus de la Chicago Transit Authority :
- #21 Cermak
- #N60 Blue Island/26th (Owl Service - Service de nuit)

Avec le Bus Pace :
- #304 Cicero-LaGrange
- #305 Cicero-River Forest
- #322 Cermak Road-22nd Street
- #767 Congress/Douglas-Prairie Stone Connection